# Національна бібліотека Мальти
Національна бібліотека Мальти (мальт. Bibljoteka Nazzjonali ta’ Malta, англ. National Library of Malta) — головна бібліотека Мальти, розташована в столиці країни місті Валлетта.

## Історія
Колекція національної бібліотеки Мальти була заснована орденом госпітальєрів у 16 столітті. Найдавніші фонди походять з бібліотек хрестоносців, які перейшли до ордену за декретом 1555 року. 1766 року фонди бібліотеки поповнилися унікальними виданнями, коли сюди було передано приватну бібліотеку великого магістра Мальтійського ордену Жана Луї Герен де Тенсена (Jean Louis Guérin de Tencin), що складалася з 9 700 томів.
За часів панування англійців, 4 липня 1812 року бібліотека переїхала у нове приміщення. З 1925 року запроваджено правило обов'язкового примірника, що має надсилатися до бібліотеки. З 1976 року бібліотека офіційно набула статусу національної.
Бібліотека публікує національну бібліографію всіх публікацій на Мальті The Malta National Bibliography — Bibljografija Nazzjonali ta' Malta.